# Nguồn gốc gia đình, chế độ tư hữu và nhà nước
Nguồn gốc gia đình, chế độ tư hữu và nhà nước (tiếng Đức: Der Ursprung der Familie, des Privateigenthums und des Staats) là một chuyên luận triết học năm 1884 được viết bởi Friedrich Engels.